# David Cross (football)
Pour les articles homonymes, voir David Cross (homonymie) et Cross.
David Cross (né le 8 décembre 1950 à Heywood dans le Lancashire) est un footballeur anglais qui a joué en tant qu'attaquant. Il a en tout inscrit 223 buts en 599 matchs en Football League et North American Soccer League.

## Carrière
Cross a joué en Angleterre pour Rochdale, Norwich City (avec qui il remporte la D3 en 1972), et Coventry City, avant d'être transféré pour West Bromwich Albion pour 150 000 £ en novembre 1976. Il fit ses débuts avec Albion contre Manchester City. Cross part ensuite rejoindre West Ham United pour 180 000 £ le 9 décembre 1977 et fait ses débuts avec l'équipe une semaine plus tard contre West Bromwich.
Cross a inscrit 9 buts en 21 matchs de championnat lors de sa première saison au club, mais cela n'est pas suffisant pour éviter la relégation en D3.
Cross participe à la finale de la FA Cup 1980 remportée contre Arsenal. Il inscrit 22 buts lors de la saison 1980-81 et remporte le titre de D3 cette année-là. Cross est donc le meilleur buteur de la ligue 1980–81 avec 34 buts.
Il finit meilleur buteur du club lors de la saison suivante avec 16 buts en 1981–82, dont deux quadruplés contre Grimsby Town le 11 avril 1981 et Tottenham Hotspur le 2 septembre 1981.
Cross joue son dernier match pour le club de l'East London le 15 mai 1982 contre les Wolverhampton Wanderers au Molineux. Il joue ensuite à Manchester City, Oldham Athletic et passe les étés 1983 et 1984 chez les Vancouver Whitecaps (46 matchs, 29 buts) avant de retourner à West Brom lors de la saison 1984–85. Il signe ensuite aux Bolton Wanderers en 1985–86 et finit sa carrière en prêt au club de Bury. Il passe ensuite une courte période à Chypre à l'AEL Limassol.

## Palmarès
Norwich City
- Champion de Second Division : 1972

West Ham United
- Vainqueur de la FA Cup : 1980
- Champion de Second Division : 1982

## Vie personnelle
Cross a trois enfants, Robert et deux filles, Jennifer et Kathryn, qui se sont tous également tournés vers une carrière sportive. Robert a joué dans le championnat de réserve de cricket avec Derbyshire et Lancashire pendant plusieurs années, et a servi de 12e homme pour Lancashire à plusieurs occasions. Jennifer a joué en Superleague britannique de Netball pour Northern Thunder, Leeds Met Carnegie, ainsi que dans l'équipe féminine du Lancashire. Kathryn, la plus jeunes, a joué dans l'équipe première de cricket de Lancashire dès l'âge de 13 ans.

## Annexe